# منجبي أبيض الحواجب
المنجبي أبيض الحواجب أو المَنْجَبِي أو الحَوْدَل أو الذَّيَّال (الاسم العلمي:Cercocebus) هو جنس من الحيوانات يتبع فصيلة سعادين العالم القديم من رتبة الرئيسيات.

## أنواع
- منجبي نهر تانا (الاسم العلمي:Cercocebus galeritus)
- منجبي رشيق (الاسم العلمي:Cercocebus agilis)
- منجبي ذهبي البطن (الاسم العلمي:Cercocebus chrysogaster)
- منجبي سانجي (الاسم العلمي:Cercocebus sanjei)
- منجبي مطوق (الاسم العلمي:Cercocebus torquatus)
- منجبي أسخم (الاسم العلمي:Cercocebus atys)